# スーパーダンクTV!
スーパーダンクTV!（-てぃーびー）は、西日本放送で2008年12月まで放送されていたbjリーグ「高松ファイブアローズ」（現：香川ファイブアローズ）の応援番組。

## 概要
bjリーグシーズン中の毎週金曜25:00～25:15に高松ファイブアローズの選手やチアダンスチーム「AROARO（アロアロ）」のメンバーをゲストに迎え（2007-08シーズンまで）、公式戦の模様をダイジェストで伝えていたほか、bjリーグ及びバスケの豆知識の紹介をしていた。また、公式戦ホームゲームのチケットやゲストで登場した選手のサイン入りグッズが視聴者プレゼントされる。
2007年度からは高松天満屋9Fにある高松ファイブアローズブースターショップの特設スタジオから放送（観覧は可能になっている）。VTRも含めて16:9のフルワイドとなった（HVマークが出ていないので16:9SDの可能性が高い。2006年度は4:3SD）。

## 主な出演者
- DJ SU-JI（ディージェイ・スージー、ホームゲームのアリーナDJ2008年以降はスタジオには登場しない）
- 取口享史（香川県バスケットボール協会）※2007シーズンより
- 磯部恵美（RNCアナウンサー）※2008シーズンより

2006シーズン
- 榎本麗美（当時RNCアナウンサー）

2007シーズン
- SACHI